# Karamagara-Brücke
Die Karamagara-Brücke (türkisch: Karamağara Köprüsü, „Brücke der schwarzen Höhle“) ist eine spätrömische Brücke in der antiken Region Kappadokien in der Osttürkei und möglicherweise die älteste bekannte Spitzbogenbrücke.

## Lage und Zustand
Die einbögige Brücke überspannt die felsige Schlucht des Arapgir Çayı, eines Nebenflusses des Euphrats, mit einer lichten Weite von 17 m. Sie ist seit Fertigstellung der Keban-Talsperre 1975 zusammen mit großen Teilen des Flusstales des Arapgir Çayı in den Fluten des Euphrats untergegangen.
Über die Brücke führte in der Antike die Römerstraße nach Melitene, deren Trasse nahe der Übergangsstelle zu beiden Seiten des Flusses in den Fels geschlagen wurde. Die Bezeichnung Karamağara ("schwarze Höhle") leitet sich vermutlich von den teilweise künstlich erweiterten Felsspalten am südlichen Ufer ab, die in 75 m Höhe über der Brücke in das schwärzliche Gestein gehauen wurden und zu ihrem Schutz dienten. In den Reiseberichten früher europäischer Reisender fand die Brücke recht häufig Erwähnung.
Vor der Flutung wurde die Karamagara-Brücke neben anderen bedrohten antiken Monumenten von der Technischen Universität des Nahen Ostens in Ankara vermessen und die Untersuchungsergebnisse publiziert. Die Überreste einer weiteren Römerbrücke am Dorf von Bahadın deuten auf die Existenz eines älteren Überganges flussabwärts hin.

## Spitzbogen
Der spitzförmige Bogen ist aus Keilsteinen ohne Mörtelverbindung errichtet. Auf der östlichen, stromabwärts gelegenen Seite läuft eine weitgehend unversehrte christliche Inschrift auf Griechisch fast die gesamte Länge der Bogenrippe entlang, die Psalm 121, Vers 8 der Bibel zitiert: Sie lautet: 
Κύριος ὁ Θεὸς φυλ[ά]ξει τὴν εἰσοδ[όν] σου κε τὴν ἐ[ξ]οδόν σου ἀπὸ τοῦ νῦν καὶ ἔως τοῦ αἰῶνος, ἀμὴ[ν], ἀμ[ὴν], ἀ[μὴν].
Kýrios ho Theós phyláxei tēn eisodón sou ke tēn exodón sou apó tou nyn kai héōs tou aiṓnos, amḗn, amḗn, amḗn.
Gott der Herr behüte deinen Eingang und deinen Ausgang von nun an bis in Ewigkeit, amen, amen, amen.
Eine paläographische Untersuchung der griechischen Buchstaben lässt auf eine Bauzeit im 5. oder 6. Jahrhundert n. Chr. schließen. Da der Großteil der römischen Mauerwerkbrücken entweder auf Halbkreis- oder in geringerem Maße Segmentbögen ruhte, stellt die Karamagara-Brücke ein gleichermaßen frühes wie seltenes Beispiel für den Gebrauch des Spitzbogens nicht nur im spätantiken Brückenbau, sondern in der Architekturgeschichte überhaupt dar. Neben weiteren spätrömischen und sassanidischen Beispielen vor allem aus dem frühchristlichen Kirchenbau in Syrien und Mesopotamien belegt die Brücke den vorislamischen Ursprung des Spitzbogens in der nahöstlichen Baukunst, den die muslimischen Eroberer nachfolgend übernahmen und weiterentwickelten.